# Музей повседневной культуры Ленинграда
XX лет после Войны. Музей повседневной культуры Ленинграда 1945—1965 годов — частный музей в Санкт-Петербурге, посвященный быту послевоенного Ленинграда.

## О музее
Музей образован на основе коллекции Натальи Александровны Баландиной — петербургского коллекционера, в течение многих лет собирающей предметы быта ленинградцев. Наталья Александровна стала главным хранителем музея, а директором является её дочь Ольга Сергеевна Сапанжа — музеолог, профессор кафедры художественного образования и декоративного искусства РГПУ им. А. И. Герцена. Открытие музея состоялось 23 августа 2014 года.
Музей располагается в помещении бывшей коммунальной квартиры на Васильевском острове Санкт-Петербурга. Экспозиция размещается в двух смежных залах. Один из залов представляет собой реконструкцию комнаты в одной из коммунальных квартир Ленинграда 1945—1965 годов с соответствующей мебелью и предметами декора (в советское время в ней жила мать Н. А. Баландиной), а второй — экспозиционно-выставочное пространство, предназначенное для демонстрации материальной культуры послевоенного СССР, а также используемое в качестве музейного лектория по проблемам повседневной культуры и истории быта Ленинграда.
Музей ведёт активную научную работу, в частности выступает организатором и является участником научных конференций, в его стенах проходят практику студенты гуманитарных вузов страны. В музее проводятся тематические выставки, лекции («„Советский“ Шекспир: творчество и образы Шекспира в советской повседневной культуре», «„Красная Москва“: секрет элегантности советских женщин» и др.), театрализованные программы («Вечер в Ленинграде»), он регулярно принимает участие в акции «Ночь Музеев» и других культурных проектах Петербурга (в частности, фестивалях «Детские дни в Санкт-Петербурге» и «Форум малых музеев»).